# Стадион Ернст Хапел
Стадион Ернст Хапел, до 1992. звао се Пратер стадион, је највећи аустријски стадион и историјски споменик. Отворен је 1931. године, после градње која је трајала 23 године, по нацрту немачког архитекте Швајцера. Имао је места за 60.000 гледалаца, а педесетих година прошлог века и 90.000.
Кров преко целог здања стављен је 1980. године, а 1992. је преименован је у Ернст Хапел по аустријском играчу и тренеру. Данас је то стадион с пет звездица у чије преуређење и „шминкање“ за Европско првенство у фудбалу је потрошено око 15 милиона евра, за финале је направљена луксузна ВИП ложа од два спрата са 960 места.
На Ернст Хапелу играло се седам утакмица Европског првенства 2008. укључујући и финале. На стадиону се поред фудбалских утакмица одржавају и такмичења у атлетици, бициклизму и тенису.
Значајне утакмице одигране на овом стадиону су:
- 1964. Лига шампиона финале Интер — Реал Мадрид 3 : 1
- 1970. Куп победника купова финале Манчестер — Гурник Забже 2 : 1
- 1987. Лига шампиона финале Порто — Бајерн Минхен 2 : 1
- 1990. Лига шампиона финале Милан — Бенфика 1 : 0
- 1995. Лига шампиона финале Ајакс — Милан 1 : 0